# NGC 7638
NGC 7638 је спирална галаксија у сазвежђу Пегаз која се налази на NGC листи објеката дубоког неба.
Деклинација објекта је + 11° 19' 46" а ректасцензија 23h 22m 33,0s. Привидна величина (магнитуда) објекта NGC 7638 износи 14,9 а фотографска магнитуда 15,7. NGC 7638 је још познат и под ознакама IC 1483, MCG 2-59-30, CGCG 431-46, KUG 2320+110A, KAZ 556, PGC 71246.